# Киркилёните, Раса
Раса Киркилёните (лит. Rasa Kirkilionytė; род. 14 октября 1952, Тельшяй) — литовская советская актриса.

## Биография
Родилась в 1952 году в Тельшяе, Литовская ССР.
В 1975 году окончила актёрский факультет Литовской государственной консерватории.
Играла в Литовском национальном драматическом театре, характерная лиро-драматическая актриса.
Снималась в фильмах Литовской киностудии, в том числ исполнила главную роль в телефильме «Маркиз и пастушка» (1978).
Была замужем за актёром Ромуальдасом Раманаускасом.

## Избранная фильмография
- 1971 — Маленькая исповедь / Maža išpažintis — Рома, комсорг, одноклассница Арунаса
- 1978 — Маркиз и пастушка / Markizas ir piemenaitė — Сауле — главная роль
- 1980 — Факт / Faktas — дочь «Джанаса-американца»
- 1981 — Игра без козырей / Lošimas be kozirių — Аста, жена Людаса
- 1981 — Тайна Эндхауза / Endhauzo paslaptis — Магдала, кузина Ник
- 1984 — Девять кругов падения / Devyni nuopuolio ratai — Эляна Красаускене, дочь Станиславы